# Chikkalale, Krishnarajpet
Chikkalale là một làng thuộc tehsil Krishnarajpet, huyện Mandya, bang Karnataka, Ấn Độ.